# Мюзатон, Максанс
Макса́нс Мюзато́н (фр. Maxence Muzaton; род. 26 июня 1990, Эперне) — французский горнолыжник, специалист по скоростному спуску, супергиганту и комбинации. Выступает за сборную Франции по горнолыжному спорту с 2010 года, призёр этапа Кубка мира, победитель и призёр первенств национального значения, участник Олимпийских игр 2018 и 2022 годов.

## Биография
Максанс Мюзатон родился 26 июня 1990 года в городе Эперне департамента Марна, Франция.
Проходил подготовку в Альпах на склонах горнолыжного курорта Ла-Плань, состоял в местном одноимённом клубе.
Впервые заявил о себе в горнолыжном спорте на международном уровне в 2010 году, когда вошёл в состав французской национальной сборной и в зачёте супергиганта одержал победу на домашнем юниорском первенстве в коммуне Межев.
Дебютировал на взрослом Кубке мира в сезоне 2012/2013, специализировался на скоростном спуске и комбинации, занял в этих дисциплинах итоговые 42 и 26 места соответственно.
В 2015 году принял участие в чемпионате мира в Бивер-Крик, выступал здесь в зачёте суперкомбинации, показал итоговый 38 результат.
На Кубке мира 2016/2017 впервые в карьере попал в число призёров, на этапе в швейцарском Венгене завоевал серебряную медаль в комбинации, уступив в данной дисциплине только местному швейцарскому горнолыжнику Нильсу Хинтерману. При этом на мировом первенстве в Санкт-Морице не показал в комбинации никакого результата, снявшись с соревнований после попытки в скоростном спуске.
Благодаря череде удачных выступлений удостоился права защищать честь страны на зимних Олимпийских играх 2018 года в Пхёнчхане. Занял 18 и 23 места в супергиганте и скоростном спуске соответственно, в то время как в комбинации не финишировал.
После пхёнчханской Олимпиады Мюзатон остался в составе горнолыжной команды Франции и продолжил принимать участие в крупнейших международных соревнованиях. Так, в 2019 году он стартовал на чемпионате мира в Оре, где занял 30-е место в скоростном спуске и 25-е место в комбинации.
На Олимпийских играх 2022 года занял 11-е место в скоростном спуске.
На чемпионате мира 2023 года в Куршевеле занял шестое место в скоростном спуске, 0,19 сек уступив бронзовому призёру.